# Agrotis stigmosa
Agrotis stigmosa là một loài bướm đêm trong họ Noctuidae.